# Castell de Seguer
L'antic Castell de Seguer era situat en el cim d'un turó de roca, a l'extrem més elevat de la població del mateix nom, al marge esquerre del riu Gaià. Aquest castell tingué importància estratègica en el domini de la part inferior de l'alt Gaià.

## Història
El nucli de Seguer s'originà a l'edat mitjana al voltant del seu castell, el qual fou el continuador d'una torre de defensa contra els sarraïns que apareix documentada l'any 1077. Aquest any, Guadall Guillem i Llop Sanç donaren a Bonfill Oliba, en alou, el puig de Seguer, proper a Santa Perpètua. Els donants, segons l'escriptura, el tenien en aprisió i més tard els havia confirmat la propietat el comte de Barcelona Ramon Berenguer I. El document explicita la presència d'una torre «donamus tibi...in podio de seguer apud ipsam turrem quam ibidem est». L'existència de la torre revela que la colonització de l'indret ja s'havia iniciat temps abans, molt probablement pels esmentats Guadall Guillem i Llop Sanç.
Entre la data primerenca de la donació abans esmentada i el segle xiv, les referències documentals a Seguer són gairebé inexistents. Segons el fogatjament de 1365-70, el castell i lloc de Seguer, amb 4 focs, era del donzell Pere de Montagut i restava inclòs dins la vegueria de Vilafranca del Penedès. La família Montagut estava establerta a diferents castells de la línia del Gaià com a feudataris dels Cervelló. A la segona meitat del segle xviii, El lloc de Seguer pertanyia a la familia Maranyona, la qual senyorejà l'indret fins a la Desamortitzacions espanyoles del segle xix.

## Arquitectura
Actualment, es veu un gran edifici de planta rectangular enderrocat en bona part. Els elements estructurals que actualment s'observen corresponen, tots ells, a una fase de reforma baixmedieval que se sobreposa damunt les estructures d'una primera fortificació del segle xi. D'aquest moment fundacional en són testimonis les restes d'una torre de defensa, de planta circular situades prop de la part central del mur nord i el traçat a nivell de fonamentació d'aquest mateix mur, del qual en sobresurt, a l'altura del tancament nord-oest de l'església, una petita bestorre semicircular. La resta d'estructures que es conserven dempeus corresponen a una gran reforma estructural que es porta a terme en època tardana, durant els segles xiii i xiv. L'antic castell es transforma en un conjunt fortificat format per un edifici residencial i l'església de Sant Bartomeu.
Pel que fa a la nova residència, es tracta d'una estructura de planta rectangular, proper a la tipologia de casa fortificada, de tres pisos d'alçada bastit amb un parament irregular, exceptuant les cantoneres que presenten un carreuat de bona factura. L'ingrés a l'edifici s'efectuava per una porta oberta a la façana principal de migdia, façana que actualment es troba completament enderrocada. L'únic mur que ha conservat bona part del seu traçat es el tancament oest on podem observar, a l'altura del segon pis, una finestra geminada d'estil gòtic tarda. Tot i la datació baixmedieval d'aquesta construcció, en època posterior encara es portaren a terme noves reformes, tal com ho demostra el gran finestral obert a la façana oest a l'alçada del primer pis.